# Xosefa Xovellanos
Xosefa de Xovellanos y Xove Ramírez, em castelhano:  Josefa de Jovellanos y Jove Ramírez (Gijón, 4 de junho de 1745 — Alemanha, 7  de junho de 1807) foi uma poetisa espanhola, considerada uma das mais importantes autoras da língua asturiana.

## Biografia
Filha de Francisco Gregorio de Xovellanos (1706-1779) e Francisca Apolinaria de Jove-Ramírez de Miranda (descendente do marquês de Santo Estêvão e dos marqueses de Valdecarzana), tinha oito irmãos e um deles era Gaspar Melchor de Xovellanos. Xosefa casou-se com Domingo González de Argandona, procurador-geral das Cortes do Principado das Astúrias, e posteriormente mudou-se para Madrid, onde teve três filhas: Vicenta, María Isabel e Gertrudis.
Em 1772 passa a residir na rua de Atocha, junto com o seu marido, sendo considerada a anfitriã da intelectualidade da corte. Xosefa era professora e realizou diversas obras de caridade no Mosteiro do Santíssimo Sacramento e da Puríssima Conceição, da Ordem das Monjas Agostinianas Recoletas, em Somió, onde ingressou a 6 de julho de 1793 com quarenta e oito anos, onde batizou-se como Xosefa de São João Batista, tendo criado a Escola Beneficente de Nossa Senhora das Dores.
Xosefa morreu a 7 de junho de 1807.

## Obra
Xosefa de Xovellanos tornou-se conhecida pelos seus poemas comemorativos escritos em asturiano, nos quais aderiu às ideias do Iluminismo. Considerada a primeira autora cronológica da literatura asturiana, a sua biografia é tida como um dos exemplos de como os iluminados traziam as suas ideias para a literatura. Xosefa Xovellanos denunciou as escandalosas desigualdades que notava à sua volta.
Seus poemas são conhecidos principalmente através de uma antologia publicada por José Caveda y Nava, sob o título de Coleção de poesias no dialeto asturiano. Nesta publicação foram recolhidas, entre outros poemas, as seguintes peças: Descrição das funções com que a cidade de Gijón celebrou a nomeação do excelentíssimo senhor D. Gaspar de Xovellanos para o Ministério da Graça e Justiça (1798); Descrição das funções com que a cidade de Oviedo celebrou a coroação de Carlos IV e Às festividades que se preparavam em Oviedo para a coroação de Carlos IV. Este não é tanto um poema laudatório, mas sim um poema de crítica social.
Xosefa também lamentava o desperdício causado pelas festas que celebravam a coroação de Carlos IV quando a população local morria de fome. É considerada uma das autoras de referência da literatura asturiana, e foi criado um prémio em sua homenagem, o Prémio Xosefa Xovellanos, atribuído às melhores obras de língua asturiana, e organizado anualmente pelo Departamento de Cultura do Principado das Astúrias.